# Équipe de Belgique espoirs de hockey sur gazon
Maillots
L'Équipe de Belgique espoirs de hockey sur gazon représente la Belgique dans le hockey sur gazon international masculin et est contrôlée par l'Association Royale Belge de Hockey, l'instance dirigeante du hockey sur gazon en Belgique.
L'équipe a participé au Championnat d'Europe des moins de 21 ans et s'est qualifiée pour la Coupe du monde des moins de 21 ans à six reprises. Leur plus grande performance est d'avoir gagné Championnat d'Europe des moins de 21 ans en 2012 et d'être vice-champion du monde en 2016.

## Histoire dans les tournois

### Coupe du monde des moins de 21 ans
- 1985 - 11e place
- 1997 - 12e place
- 2005 - 11e place
- 2009 - 11e place
- 2013 - 6e place
- 2016 -
- 2021 - 6e place

### Championnat d'Europe des moins de 21 ans
- 1976 - 5e place
- 1978 - 6e place
- 1981 -
- 1984 - 4e place
- 1996 - 5e place
- 1998 - 6e place
- 2002 - 6e place
- 2004 - 5e place
- 2006 -
- 2008 - 4e place
- 2010 -
- 2012 -
- 2014 - 4e place
- 2017 -
- 2019 - 5e place
- 2022 -

### Championnat II d'Europe des moins de 21 ans
- 2000 -

## Composition
Les 18 joueurs sélectionnés pour la Coupe du monde masculine de hockey sur gazon des moins de 21 ans 2021 à Bhubaneswar, en Inde.
Entraîneur :  Jeroen Baart
Sélections mises à jour le 5 décembre 2021, après le match contre les Pays-Bas.
| Numéro | Joueur                 | Date de naissance | Âge | Sélections |
| ------ | ---------------------- | ----------------- | --- | ---------- |
| 1      | Pierre de Gratie (GB)  | 31 mai 2001       | 20  | 3          |
| 2      | Boris Feldheim (GB)    | 1er avril 2002    | 19  | 6          |
| 3      | Thibeau Stockbroekx    | 20 juillet 2000   | 21  | 16         |
| 4      | Guillermo Hainaut      | 8 juin 2002       | 19  | 6          |
| 5      | Rik van Cleynenbreugel | 21 avril 2000     | 21  | 6          |
| 6      | Dylan Englebert (C)    | 20 avril 2000     | 21  | 15         |
| 7      | Thibault Deplus        | 23 janvier 2001   | 21  | 6          |
| 8      | Arno van Dessel        | 3 juillet 2003    | 18  | 6          |
| 9      | Louis De Backer        | 27 février 2002   | 20  | 4          |
| 10     | Jeremy Wilbers         | 6 novembre 2001   | 20  | 6          |
| 12     | Emmanuel Cockelaere    | 7 février 2000    | 22  | 6          |
| 13     | Roman Duvekot          | 21 juin 2000      | 21  | 16         |
| 14     | Tobias Biekens         | 2 janvier 2001    | 21  | 15         |
| 16     | Augustin Raemdonck     | 9 décembre 2001   | 20  | 6          |
| 17     | Sebastiaan Geers       | 19 mars 2001      | 20  | 6          |
| 18     | Lucas Putters          | 25 janvier 2002   | 20  | 5          |
| 20     | Jeff de Winter         | 3 juillet 2000    | 21  | 6          |
| 22     | Nelson Onana           | 1er mars 2000     | 22  | 9          |